# Claude Misonne
Claude Misonne (née Simone Swaelens) est une réalisatrice de films d'animation par poupées, femme de lettres et musicienne belge.
Après que la société des films Claude Misonne a été rebaptisée Studios Universal Video, elle s'est vouée à tout type de production à destination des télévisions belges et étrangères.

## Filmographie[3]
- 1946 : Car je suis l'empereur (13 minutes)
- 1947 : Le Crabe aux pinces d'or (60 minutes) d'après l'album d'Hergé
- 1949 : La Huitième Merveille, contenant un mélange d'animation et de prises de vues dans le site des grottes de Han
- 1950 : Il était un vieux savant (13 minutes)
- 1951 : Concerto
- 1952 : Dix petits nègres (13 minutes), d'après le roman d'Agatha Christie
- 1953 : Ici naît la fantaisie, film montrant comment on réalise un film de poupées
- 1964 : Formule X-24